# NGC 966
NGC 966 je galaksija u zviježđu Kit.

## Vanjske poveznice
- SEDS: NGC 966